# Willem Frans Tanghe
Willem Frans Tanghe, geboren als Guillaume François Tanghe, ondertekenend als G. F. Tanghe (Izegem, 12 maart 1802 - Brugge, 10 juni 1879), was een rooms-katholiek priester, historicus en heemkundige.

## Levensloop
Hij was een zoon van Johannes Tanghe en Maria De Brabandere. Tanghe trad binnen in het seminarie in Gent in 1822 en werd in 1824 priester gewijd in Mechelen. Hij werd achtereenvolgens:
- onderpastoor in Zwevegem (1824-1834) ;
- rector van de Sint-Michielskerk in Kortrijk (1834-1844);
- titulair kanunnik van het kathedraalkapittel (1844-1879).

Hij was een gegeerd predikant. Hij kon goed vertellen en de toehoorders ook doen lachen. In de uitgave van zijn sermoenen werd de taal wat geformaliseerd en werden de olijke passages meestal weggelaten.
Vele jaren was hij een onvermoeibaar publicist van studies die hij wijdde aan talrijke gemeenten in de provincie West-Vlaanderen, waarbij de geschiedenis van de parochie op de landelijke gemeenten zijn voornaamste aandacht kreeg. Hij schreef ook talrijke heiligenlevens.
De historicus en heemkundige Leopold Slosse was zijn geestesgenoot en vriend aan wie hij zijn bibliotheek en zijn talrijke nota's en aantekeningen naliet.

## Publicaties
- Wintersch tydverdryf in het Meetjesland, artikelenreeks, in: Den Vaderlander (Gent), 1839.
- Geschiedenis van Izegem, Roeselare, 1852.
- Heiligenleven van de H. Martinus.
- Heiligenleven van de heilige Arnoldus.
- Leven van de heiligen Audomarus, 1858.
- Leven van den heilige Donatianus, met de naamlijst van de bekende pastoors van de voormalige Sint-Donaaskerk te Brugge, 1856.
- Leven van de heilige Bonifacius (...), 1856.
- Historie van de heilige Godelieve, maagd en martelares, Brugge, 1861 & 1865.
- Leven van den weleerweerden Petrus Franciscus Valcke (...), Roeselare, 1852.
- Het Boomke of de kapel van O.L. Vrouw ter Lucht te Sint-Andries, Brugge, 1867.
- Parochieboeken
  - Deel I - Noodpatroonen of aanwijs van heiligen tot welke men zich kan wenden om hulpe of troost - Panorama der bekende kerkdienaers van Onze Lieve Vrouw te Brugge (1864).
  - Deel II - Assebroek - Sint-Andries - Sint-Kruis - Sint-Michiels - Jabbeke.
  - Deel III - Heist - Meetkerke - Ramskapelle - Uitkerke - Vlissegem - Wenduine - Zuienkerke - Blankenberge.
  - Deel IV - Beernem, met de levensbeschrijving van de heilige Amandus - Damme - Sijsele - Lapscheure.
  - Deel V - Meulebeke - Ruiselede.
  - Deel VI - Marialoop - Oostrozebeke.
  - Deel VII - Leke - Lombardsijde - Middelkerke - Oudenburg - Bekegem - Ettelgem - Roksem - Westkerke - Zerkegem.
  - Deel VIII - Ichtegem - Koekelare - Werken - Bovekerke - Klerken - Torhout.
  - Deel IX - Adinkerke - Beveren - Booitshoeke - 's Heerwillemskapelle - Sint-Jacobskapelle - Haringe - Roesbrugge - Reningelst - Voormezele - Alveringem - Gijverinkhove - Hoogstade - Wijtschate.
  - Deel X - Bissegem - Heule - Otegem - Outrijve, met het leven van de apostel Petrus- Tiegem - Zwevegem - Anzegem - Aalbeke.
  - Deel XI - Ardooie, gevolgd door het leven van de heilige Martinus - Kachtem - Moorslede - Oostnieuwkerke - Sint-Eloois-Winkel - Oekene - Rumbeke - Rollegem-Kapelle.
  - Deel XII - Izegem - Emelgem.
- Handboeksken der broederschap der H. Barbara in de parochiekerk van Sint Martinus in Ieper, 1858.
- Handboeksken des Broederschaps van den Heiligen Antonius van Padua.
- Handboeksken des Broederschaps der H. Barbara, kanoniekelijk ingesteld in de parochiekerk van Oostende, Brugge, De Schrijver-Van Haecke, 1858.
- Handboeksken der broederschap der H. Appolonia in Sint-Jacobskerk in Ieper, 1859.
- Handboeksken der broederschap der Heilige Barbara in Wingene, 1861.
- Beschrijving der voormalige abdij van 's Hemelsdaele te Brugge, 1861.
- Sermoenen gepredikt in geestelijke zending en dienstig voor elke zondag des jaers, 14 boekdelen, Brugge, 1863-1873 (ook in het Engels verschenen).